# Províncies de l'Índia Britànica

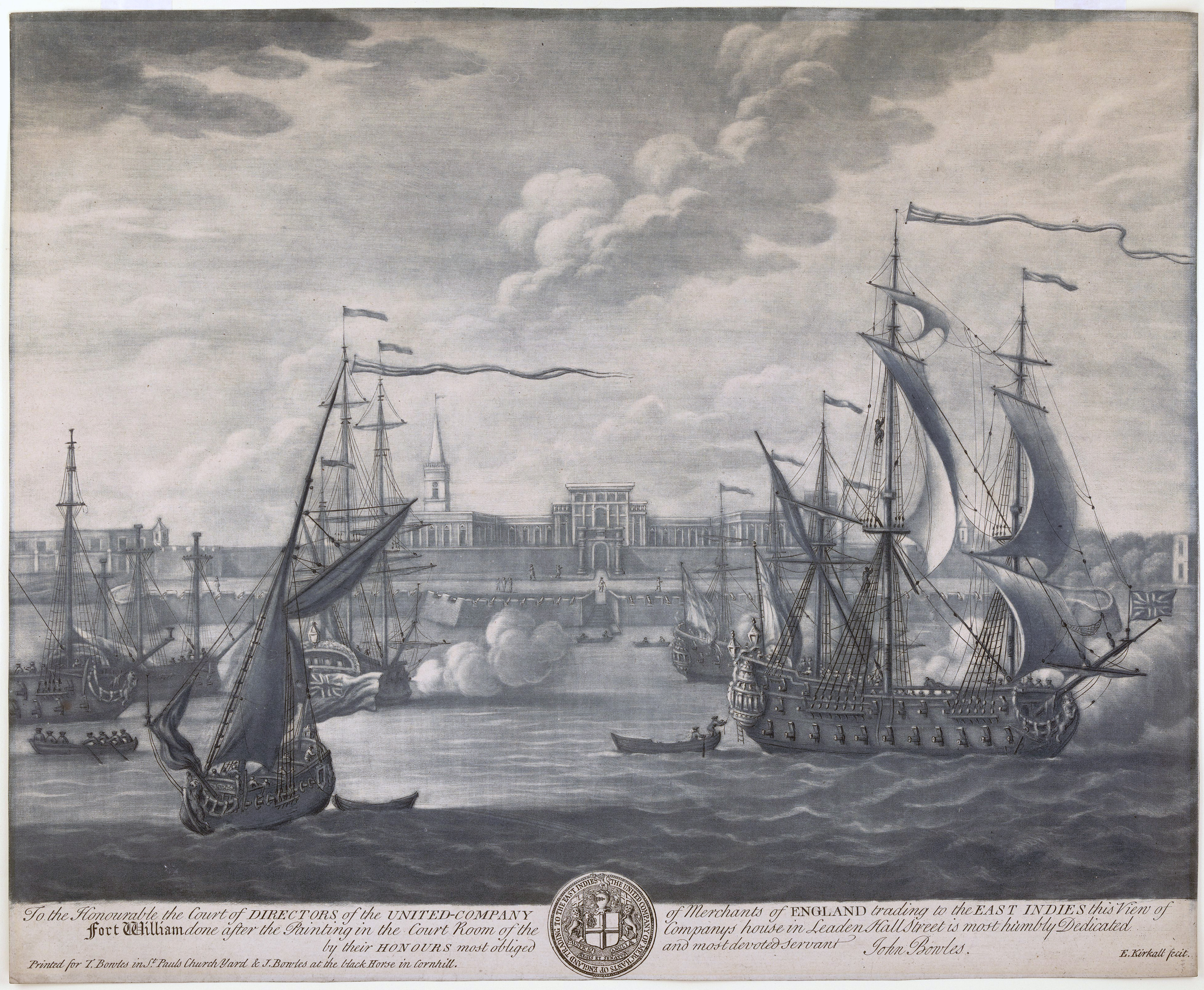
Un gravat de manera negra de Fort William, Calcuta, que formà la Presidència de Bengala a l'Índia Britànica en 1735.

Províncies de l'Índia, anteriorment Presidències de l'Índia Britànica, i encara abans Ciutats de Presidència, i col·lectivament Índia britànica, foren les unitats administratives dels territoris de l'Índia sota el lloguer o la sobirania de la Companyia Britànica de les Índies Orientals o de la Corona Britànica entre 1612 i 1947 durant 335 anys.
La història de l'Índia britànica es pot dividir en tres períodes: 
- Des de principis del segle XVII a mitjans del segle XVIII, la Companyia Britànica de les Índies Orientals comerciava amb l'Índia amb la tolerància dels poders natius. Els seus rivals eren les societats mercantils de comerciants d'Holanda i França.

- Durant els següents cent anys, la Companyia adquirí supremacia, però cada vegada més compartia la seva sobirania amb la Corona, i gradualment anava perdent els seus privilegis mercantils.

- Després de la rebel·lió de 1857, els poders restants de la Companyia es transferiren a la Corona, la qual cosa inicia el període conegut com a Raj Britànic (1858-1947). El terme "Índia britànica" també s'ha utilitzat secundàriament com una forma abreujada per referir-se a la nació britànica a l'Índia."[1]

## Índia britànica

L'Índia Britànica

La primera factoria permanent de la Companyia Britànica de les Índies Orientals es va establir a l'Índia el 1612, al cantó nord-oest de la península, i més en concret a la vila de Surat, en l'actual estat de Gujarat. Tanmateix, després de la decadència de l'Imperi Mogol el 1707 i després de la victòria de la Companyia de l'Índia Oriental a la batalla de Plassey el 1757 i a la Batalla de Buxar el 1764, la Companyia, gradualment, començà a expandir formalment els seus dominis. A mitjans del segle xix, la Companyia de l'Índia Oriental havia esdevingut el poder suprem polític i militar al subcontinent; el seu territori es mantenia com a fideïcomís per a la Corona britànica.
El període de govern de la Companyia de les Índies Orientals acabà, tanmateix, amb la Government of India Act, posterior als esdeveniments de la rebel·lió índia de 1857. L'Índia britànica, després, fou governada directament per la Corona britànica com a possessió colonial del Regne Unit, i l'Índia va ser coneguda oficialment després de 1876 com el Raj Britànic. L'Índia consistia en regions conegudes com a Índia britànica que eren directament administrades pels britànics, i unes altres regions, els Principats de l'Índia que estaven regides per governants indis. A aquests governants se'ls permetia una certa autonomia interna, a canvi de reconèixer una mena de protectorat britànic. L'Índia britànica constituïa una porció significativa de l'Índia, quant a extensió i població; el 1910, per exemple, comprenia aproximadament un 54% de la superfície i incloïa més del 77% de la població. A més a més, hi havia exclavaments francesos i portuguesos a l'Índia. La independència del govern britànic s'aconseguí el 1947 amb la formació dels estats de l'Índia i Pakistan i posteriorment, Bangladesh.
El terme Índia britànica també va ser aplicat a Birmània per un període més curt: va començar el 1824 amb una petita part de Birmània, i cap al 1886, gairebé dos terços de Birmània ja era considerat Índia britànica. Aquest arranjament durà fins a 1937, quan Birmània es començà a administrar com a colònia britànica separada. El terme Índia britànica no es va aplicar a altres països de la regió, com ara Sri Lanka (llavors Ceilan), que era una colònia de la corona britànica, o les Illes Maldives, que eren una protectorat britànic. En el període de major extensió, a principis del segle XX, el territori de l'Índia britànica s'estenia més enllà de les fronteres de Pèrsia a l'oest; l'Afganistan al nord-oest; Tibet al nord-est; i Xina, Indoxina francesa i Siam a l'est. També incloïa la colònia d'Aden en la Península Aràbiga.

## Ciutats de presidència (1600-1765)

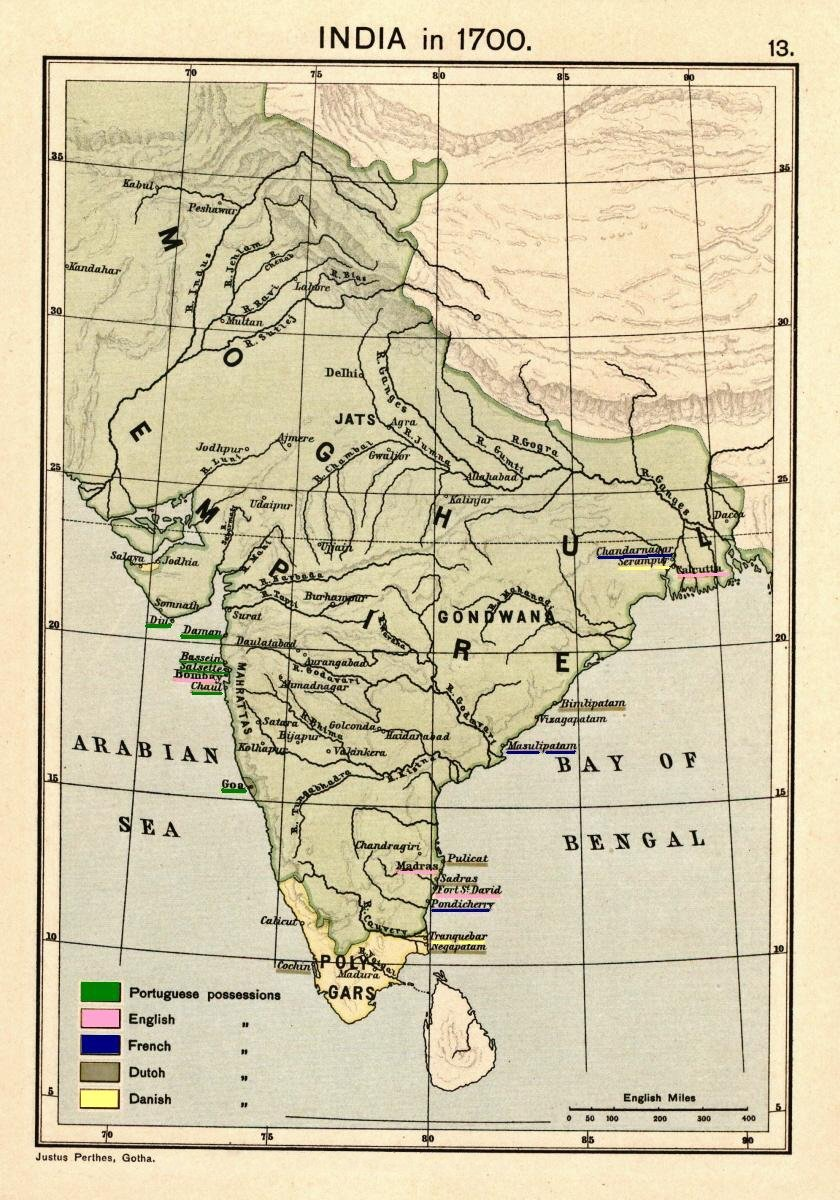
Mapa de l'Índia pels volts del 1700, on es mostra l'Imperi Mogol i els assentaments comercials europeus
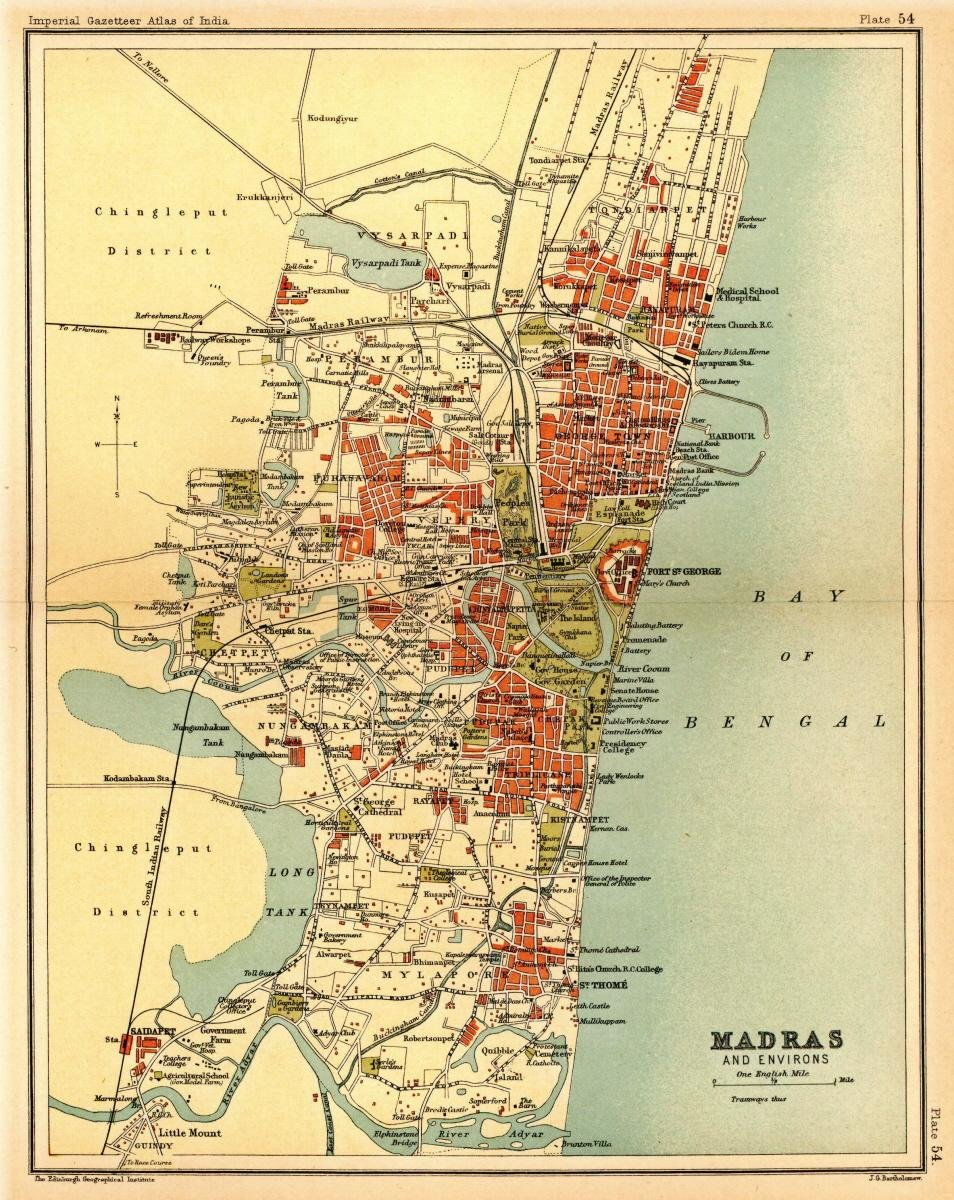
La ciutat de presidència de Madras en un mapa de 1908. Madras va ser establerta com a Fort Saint George el 1640.
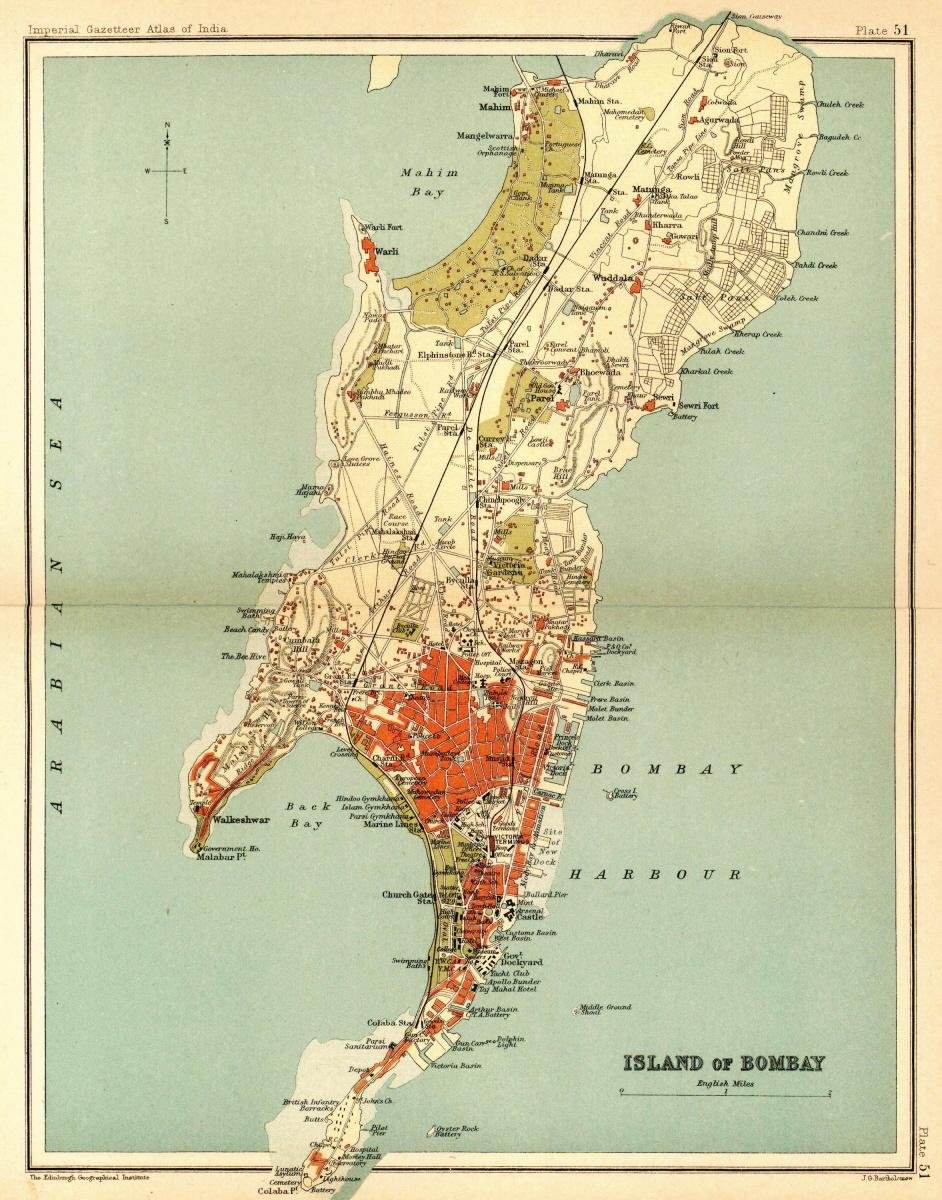
La ciutat de presidència de Bombay (mostrada aquí en un mapa de 1908) va ser establerta el 1684.
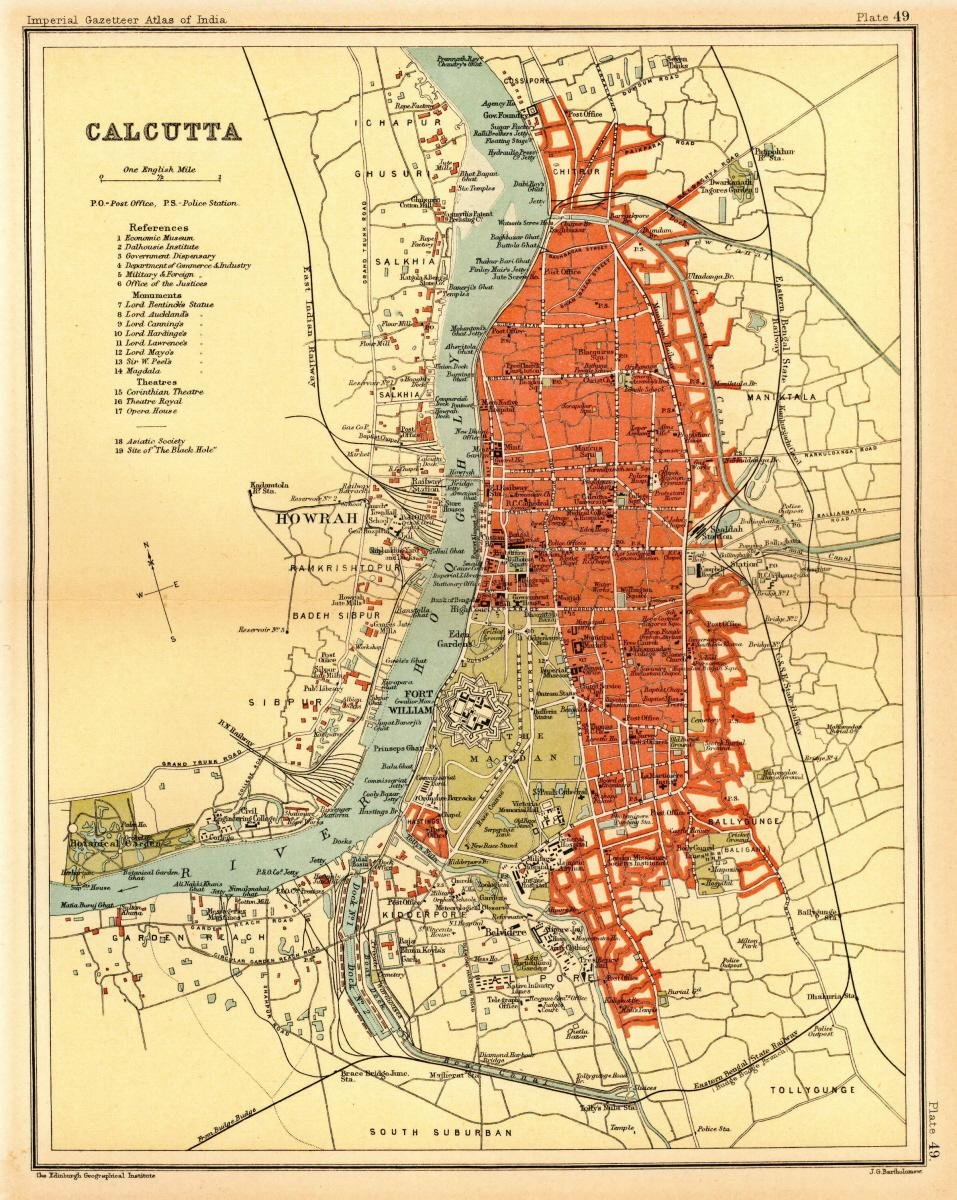
La ciutat de presidència de Calcuta (mostrada aquí en un mapa de 1908) va ser establerta el 1690 com a Fort William.

- Presidència de Madras: establerta en 1640.

- Presidència de Bombai: La seu de Companyia de l'Índia Oriental es traslladà des de Surat fins a Bombai (Mumbai) el 1687.

- Presidència de Bengala: establerta el 1690.

La Companyia de les Índies Orientals, que va ser constituïda el 31 de desembre de 1600, establí relacions comercials amb els governants indis a Masulipatam, a la costa est, el 1611 i a Surat, a la costa oest, el 1612. La companyia llogà una factoria de comerç exterior a Madras el 1639. Bombai, que havia estat cedida a la Corona britànica per part de Portugal, com a part del dot de casament de Caterina de Bragança el 1661, fou concedida, a canvi, a la Companyia de les Índies Orientals, per tal que la mantingués en fideïcomís per a la Corona.
Mentrestant, a Índia oriental, després d'obtenir el permís de l'emperador mogol Xa Jahan per comerciar amb Bengala, la Companyia establí la seva primera factoria a Hooghly el 1640. Gairebé mig segle més tard, després que l'emperador Aurangzeb forcés la Companyia a marxar de Hooghly, Job Charnock va fundar Calcuta el 1686. Pels volts de la meitat del segle XVIII, cadascun dels tres principals assentaments comercials, ara anomenats Presidència de Madras (o Presidència de Fort Saint George), Presidència de Bengala, Presidència de Bombai, i la Presidència de Bengala (o Presidència de Fort William) eren administrats per un Governador.

## Presidències de l'Índia britànica (1772-1858)

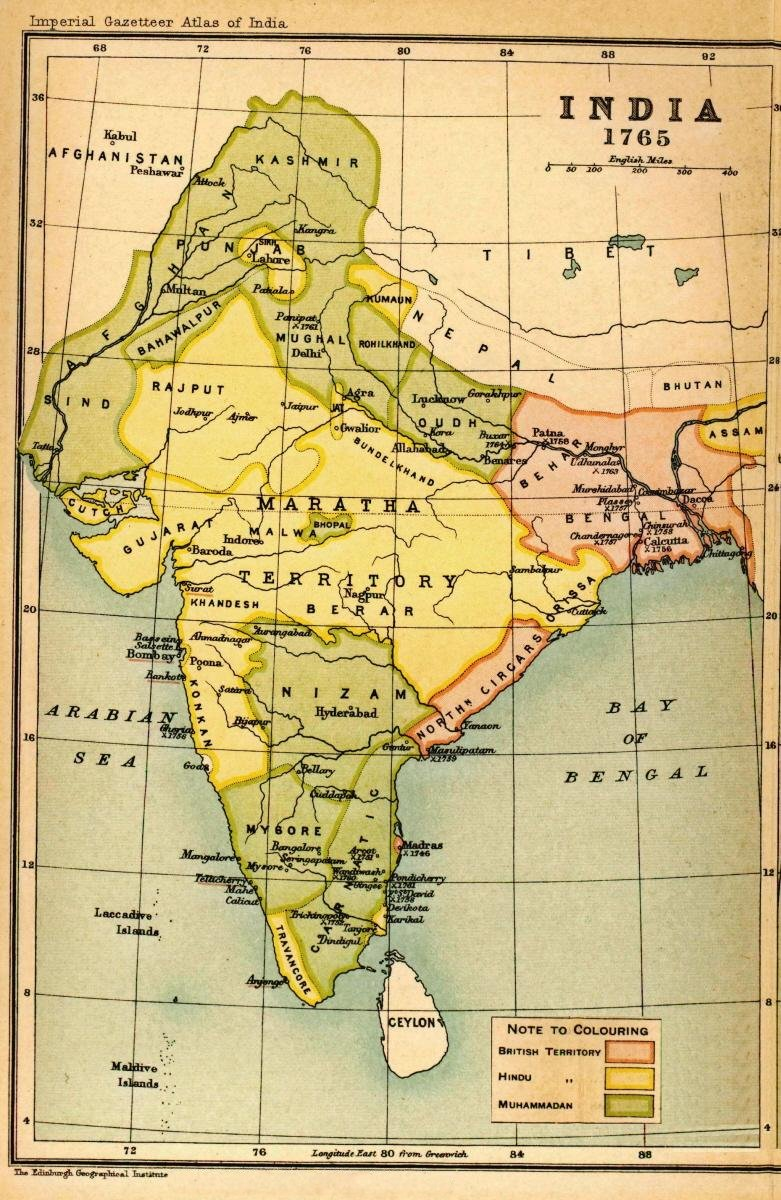
Mapa de l'Índia el 1765
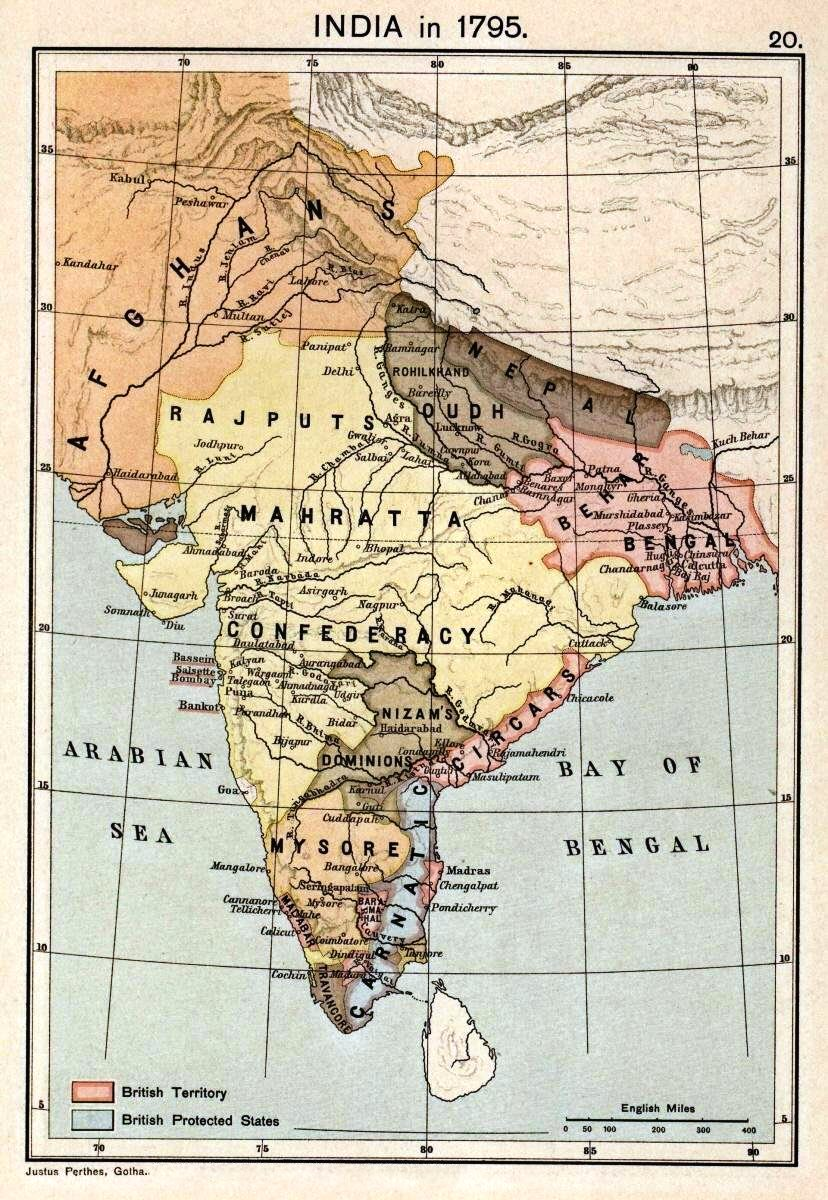
Mapa de l'Índia el 1795
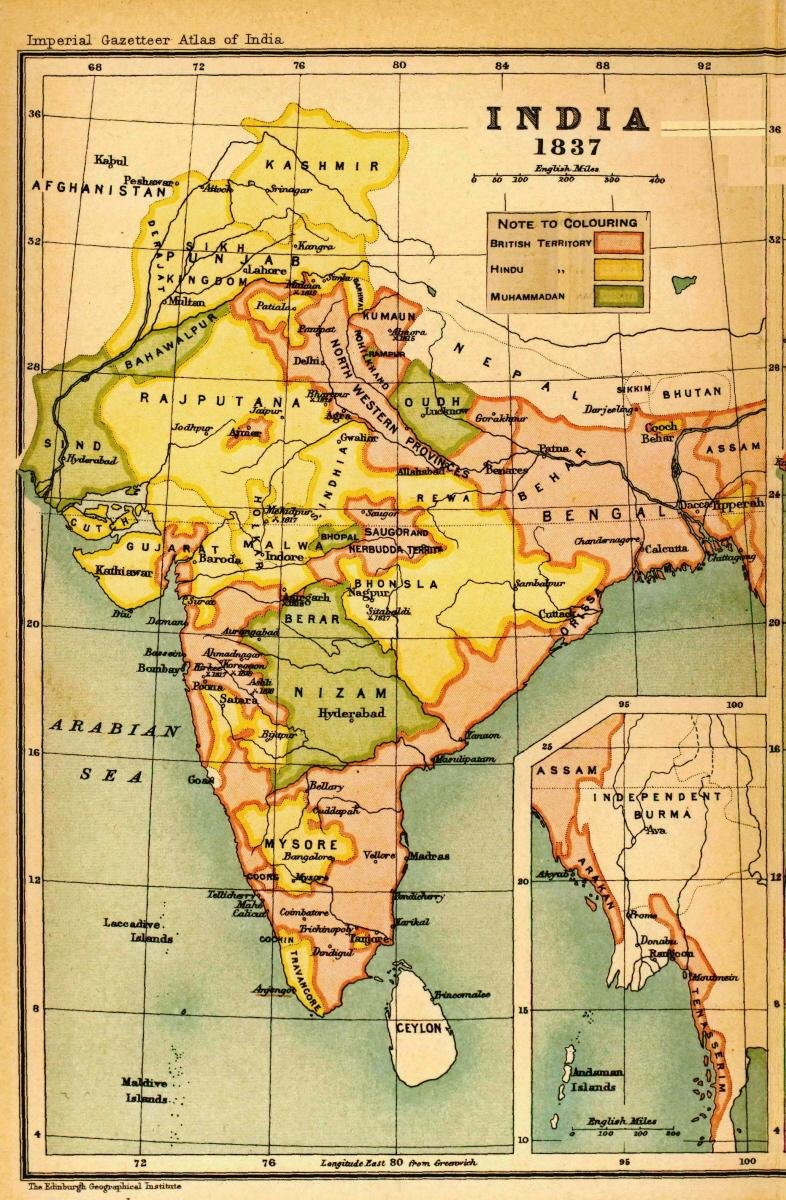
Mapa de l'Índia el 1837
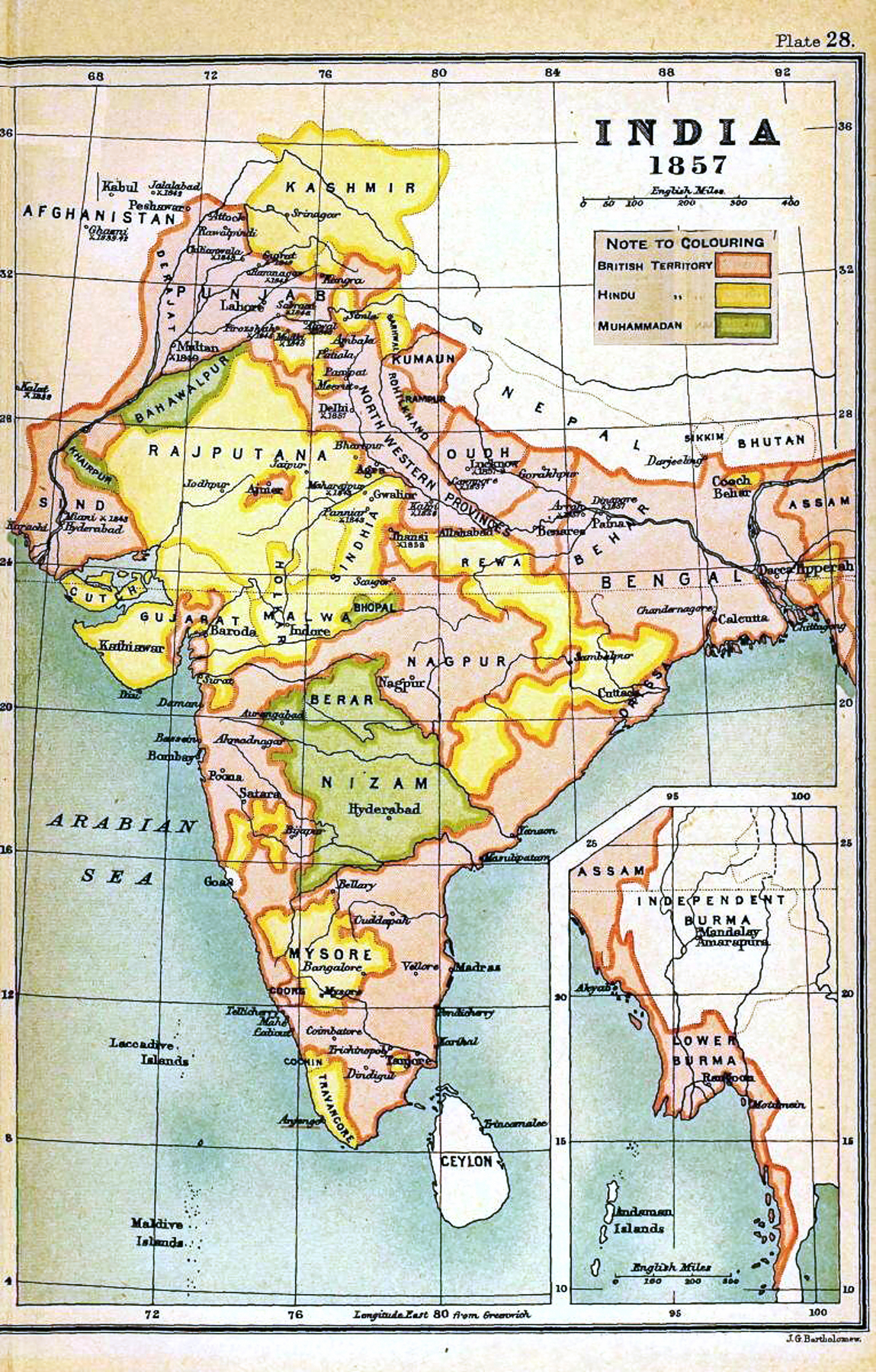
Mapa de l'Índia el 1857
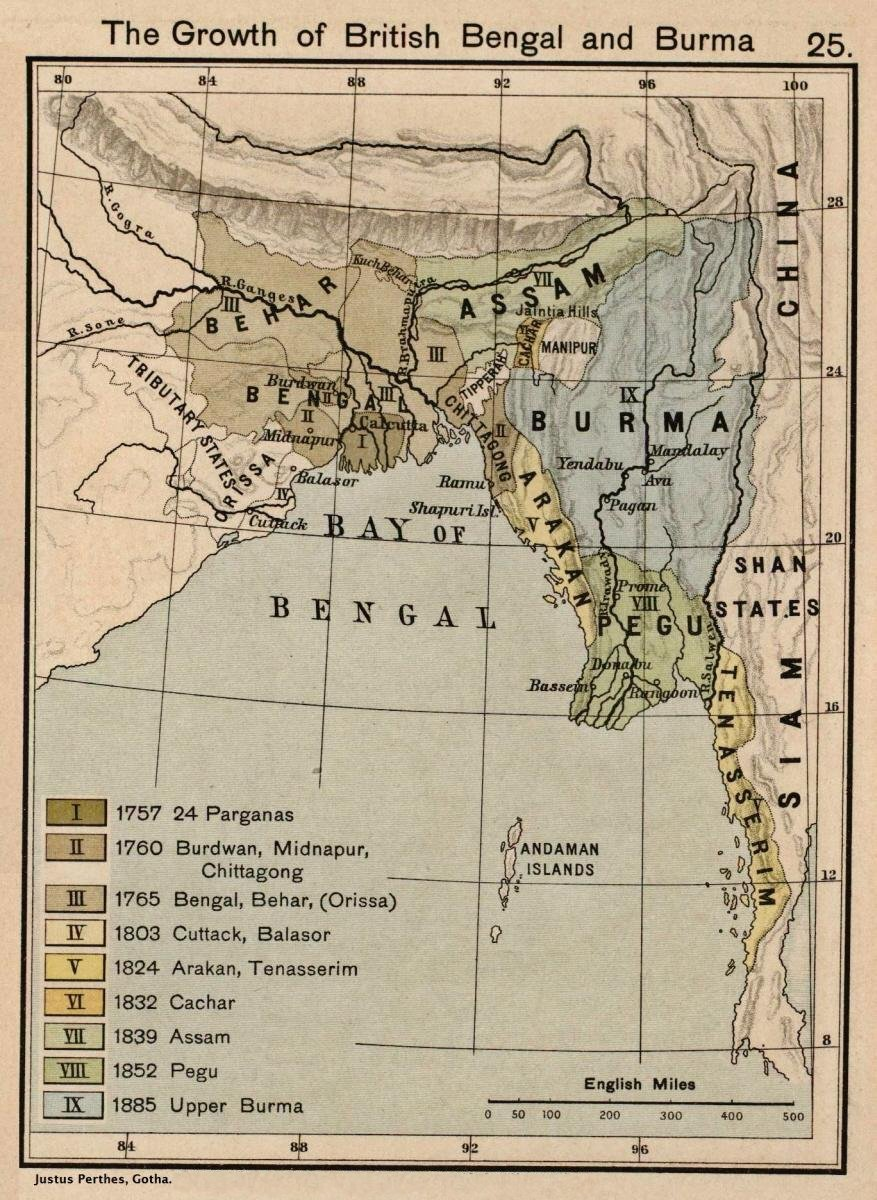
Expansió de la Bengala britànica i Birmània

Després de la victòria de Robert Clive en la batalla de Plassey el 1757, es mantingué el govern titella d'un nou Nabab de Bengala per part de la Companyia de les Índies Orientals. Tanmateix, després de la invasió de Bengala pel Nabab d'Oudh el 1764 i la seva subsegüent derrota en la batalla de Buxar, la Companyia obtingué el Diwani de Bengala, que incloïa el dret d'administrar i recollir una contribució territorial a Bengala, la regió de l'actual Bangladesh, Bengala Occidental i Bihar. El 1772, la Companyia també obtingué el Nizmat de Bengala (l'"exercici de la jurisdicció criminal") i així la plena sobirania de la Presidència de Bengala expandida. Durant el període de 1773 a 1785 van canviar molt poc les coses; les úniques excepcions eren l'addició dels dominis del Raja de Benarés al límit occidental de la Presidència de Bengala, i l'addició de l'Illa de Salsette a la Presidència de Bombai.
Parts del Regne de Mysore s'annexionaren a la Presidència de Madras després de l'acabament de la Tercera guerra de Mysore en 1792. Més endavant, el 1799, després de la derrota de Tipu Sultan a la Quarta guerra anglo-mysore més parts del seu territori van ser annexionades a la Presidència de Madras. El 1801, la Regió carnàtica, que havia estat sota una mena de protectorat per part de la Companyia, començà a ser administrada directament, per aquesta raó, com a part de la Presidència de Madras.

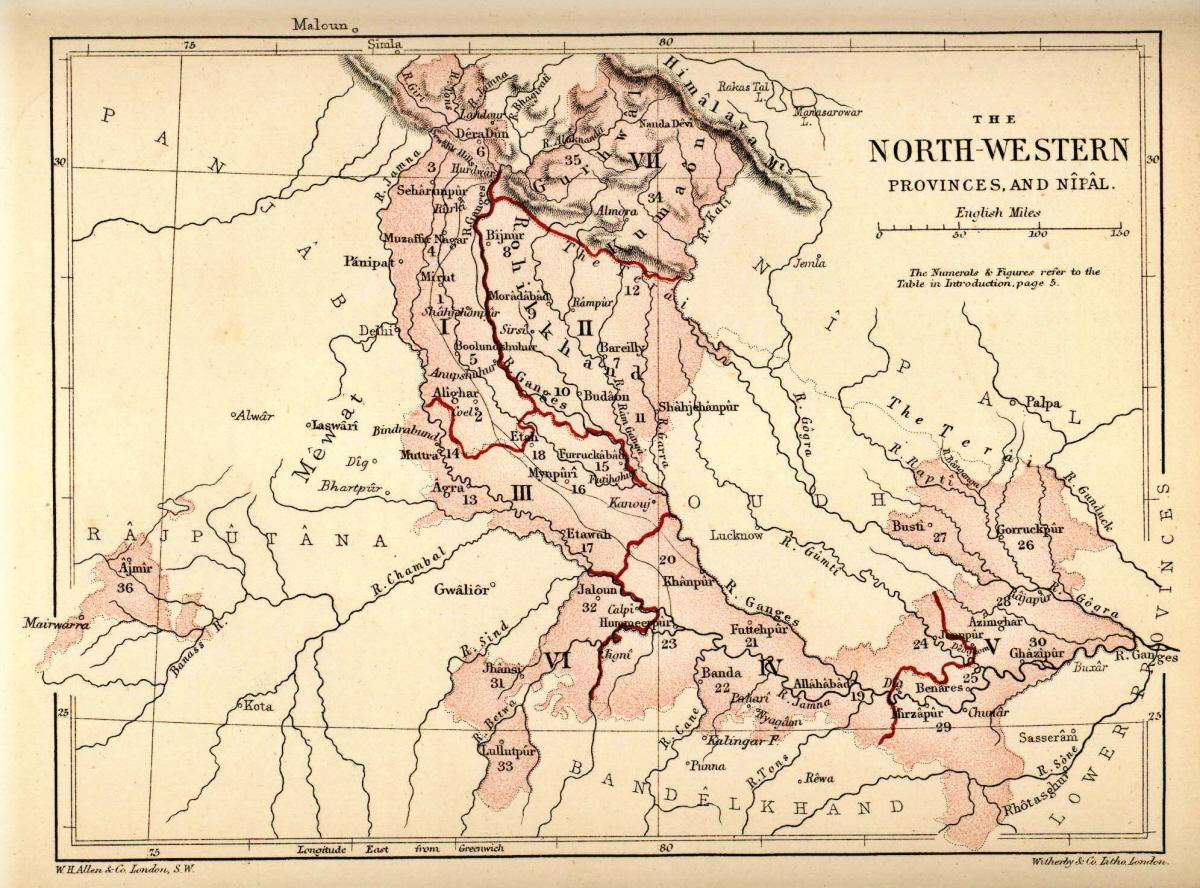
Províncies del Nord-oest, constituïdes el 1836 des de les antigues Províncies Cedides i Conquerides

- Presidència de Madras: Expandit cap a la segona meitat del segle XVIII amb les Guerres carnàtiques i les Guerres anglo-mysore.

- Presidència de Bombai: expandida després de les Guerres Anglo-Maratha.

- Presidència de Bengala: Expandida després de les batalles de Plassey (1757) i Buxar (1764), i després de la Segona i Tercera Guerres Anglo-Maratha.

- Ajmer-Merwara: cedit per Scindia de Gwalior en 1818 a la conclusió de la Tercera Guerra Anglo-Maratha.

- Kodagu: Annexionat en 1834.

- Províncies Cedides i Conquerides: Establertes el 1802 dins de la Presidència de Bengala. Es proposà canviar de nom la Presidència d'Agra sota un Governador el 1835, però la proposta no es dugué a terme.

- Províncies del Nord-oest: establertes com a tinença-governació (amb un tinent-governador) en 1836 des de les antigues Províncies Cedides i Conquerides

- Sind. annexionat a la Presidència de Bombai el 1843.

- Panjab: Establerta en 1849 amb territoris capturats durant la Primera i Segona Guerra Sikh Guerres anglo-sikh

- Província de Nagpur: Creada el 1853 des de l'estat principesc de Nagpur, embargat per la doctrina de lapse. Fusionat amb les Províncies Centrals el 1861.

- Oudh annexionat el 1856 i governat després fins a 1905 amb un cap comissionat, com a part de les Províncies del Nord-oest i Oudh.

## Províncies de l'Índia (1858-1947)

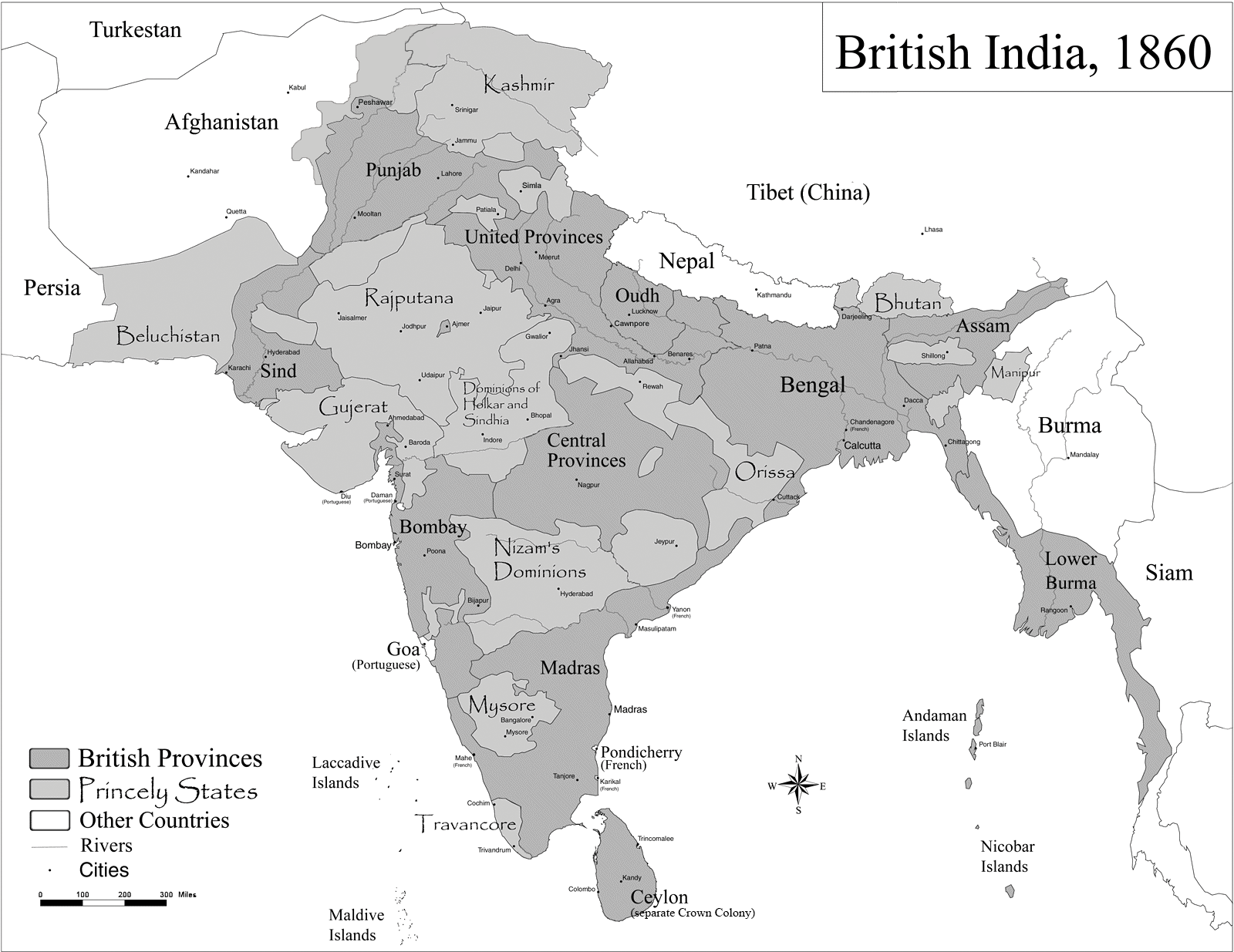
Divisió política de l'Índia Britànica el 1860
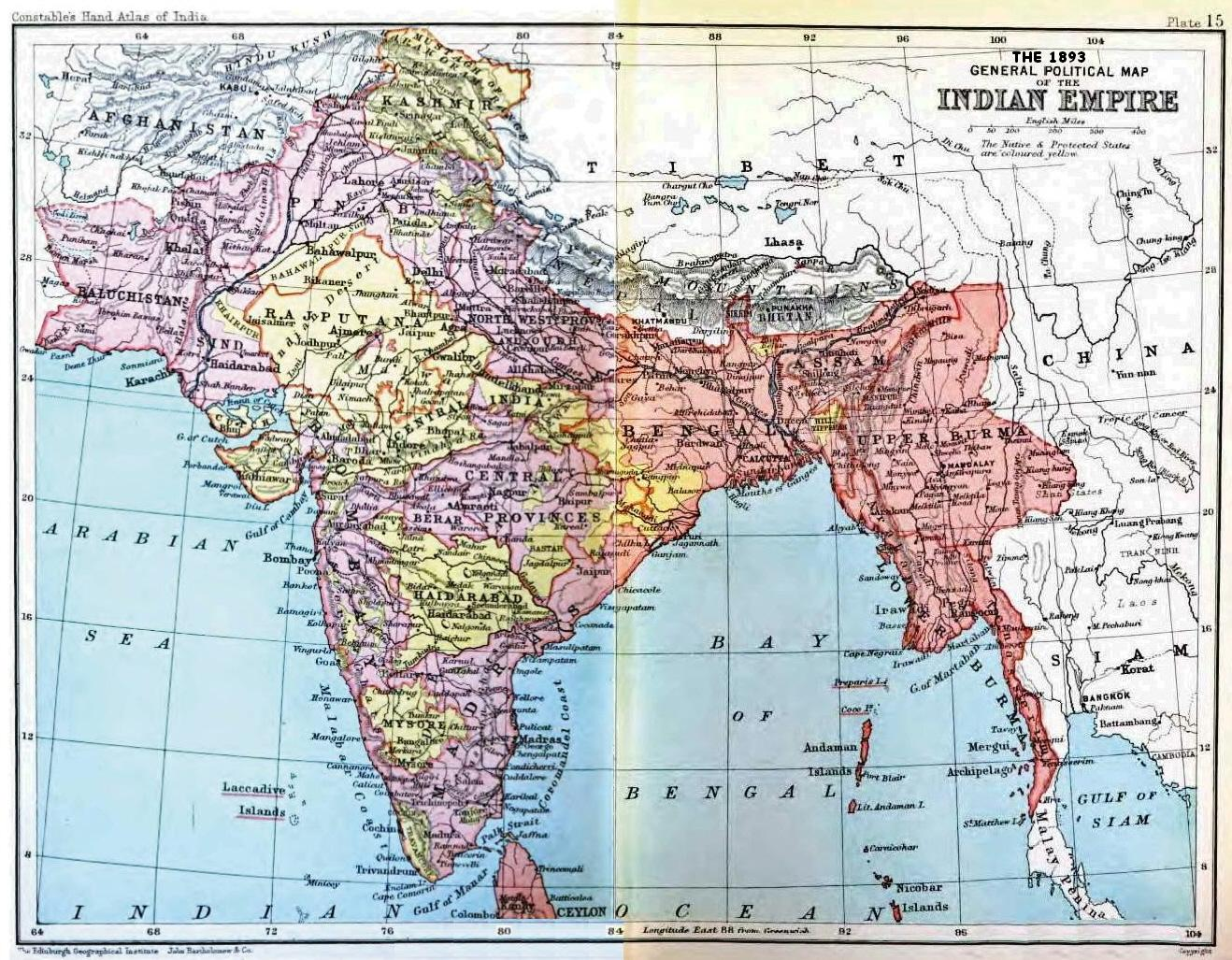
L'Imperi indi britànic el 1893, després de l'annexió de Birmània Superior i incorporació de Balutxistan
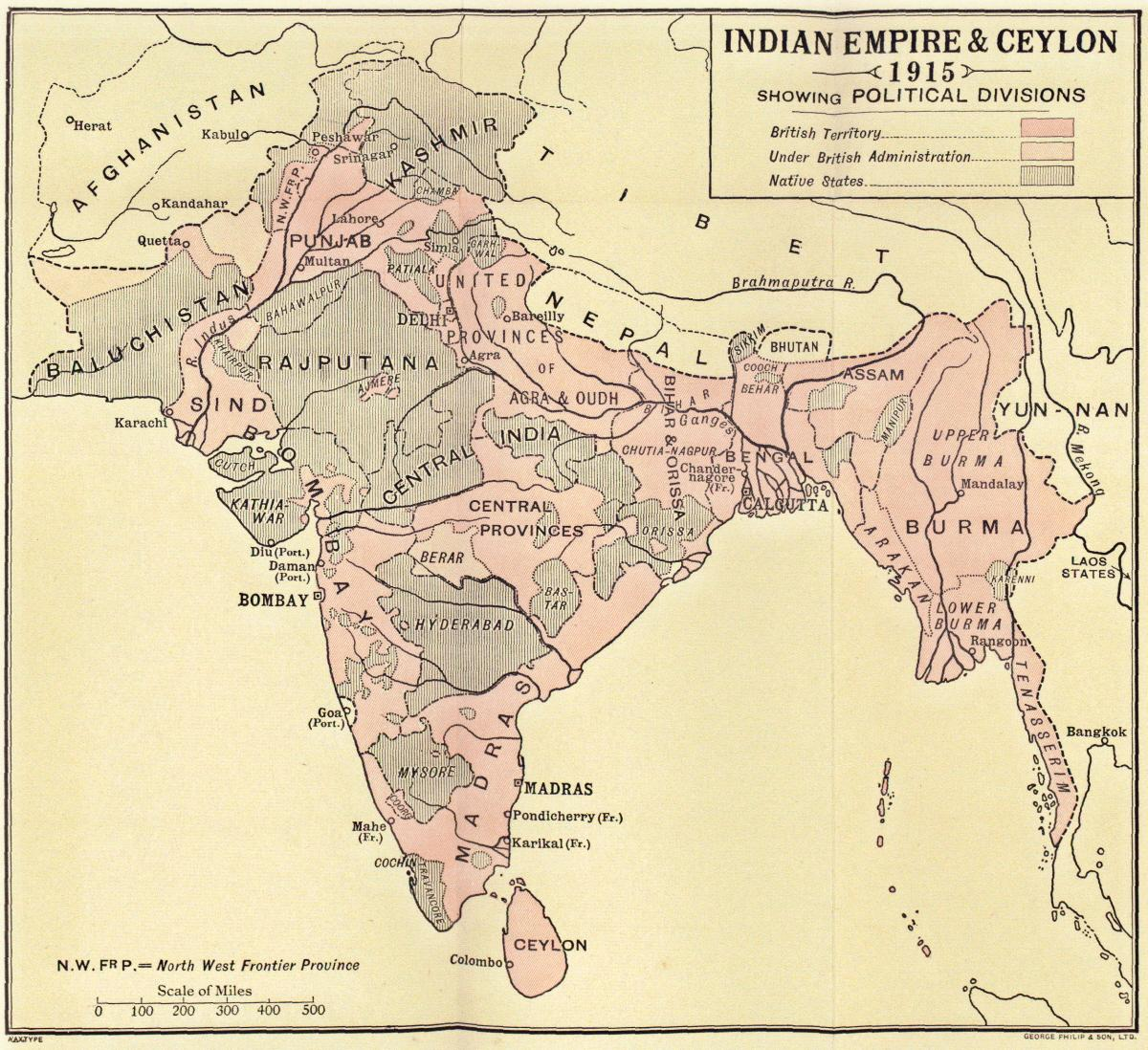
L'Imperi indi el 1915 després de la reunificació de Bengala i la creació de les províncies separades de Bihar, Orissa, i Assam.

- Províncies Centrals: Creades el 1861 amb la Província de Nagpur i els Territoris de Saugor i Nerbudda. Administrades per Berar des de 1903, i rebatejades com a Províncies Centrals i Berar el 1936.

- Birmània: Birmània Inferior, annexionada el 1852, establerta com a província el 1862, Birmània Superior incorporada el 1886. Separada de l'Índia britànica en 1937 per esdevenir una entitat administrada de manera independent per la nova Burma Office del Govern Britànic.

- Assam: separat de Bengala el 1874.

- Illes Andaman i Nicobar: establertes com a província el 1875.

- Balutxistan Britànic: Organitzat com a província en 1887.

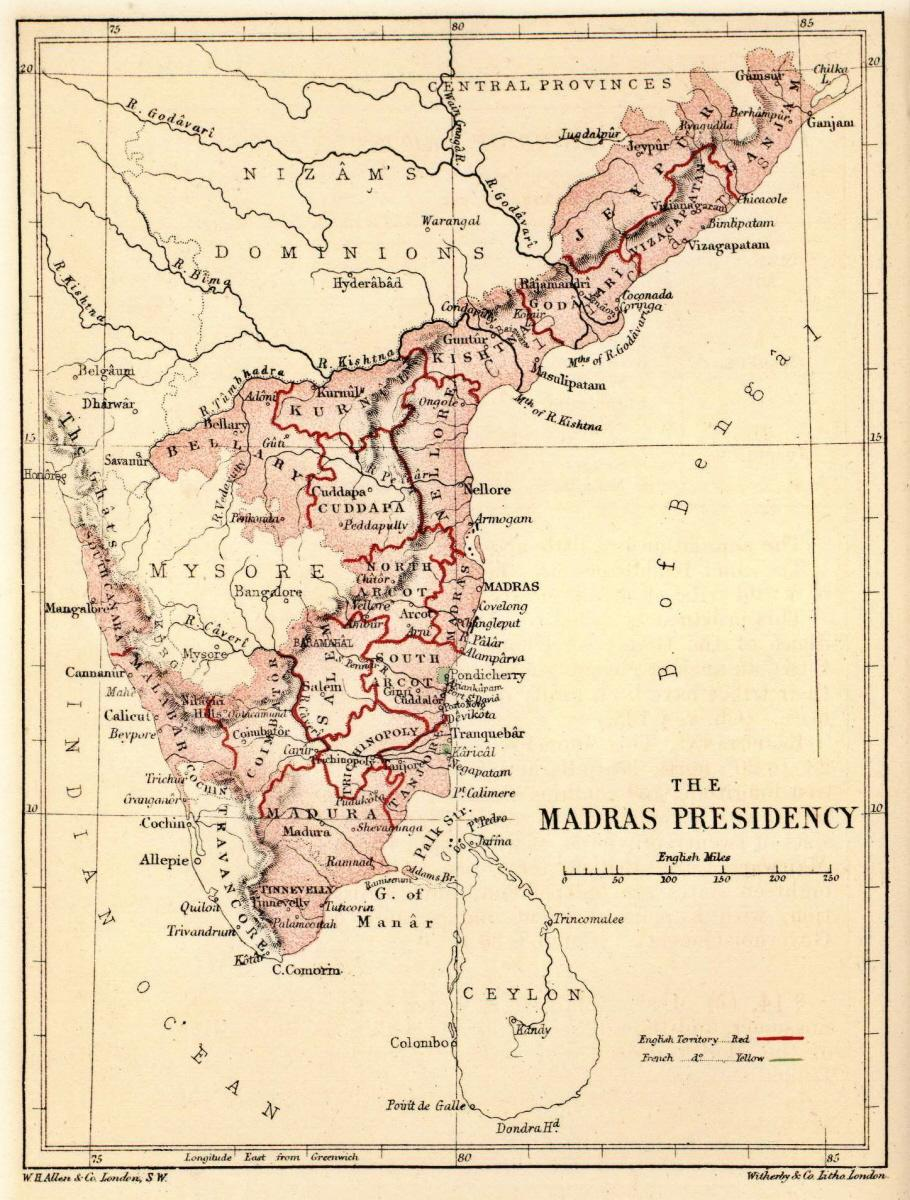
La Presidència de Madras mostrada en un mapa de 1880.
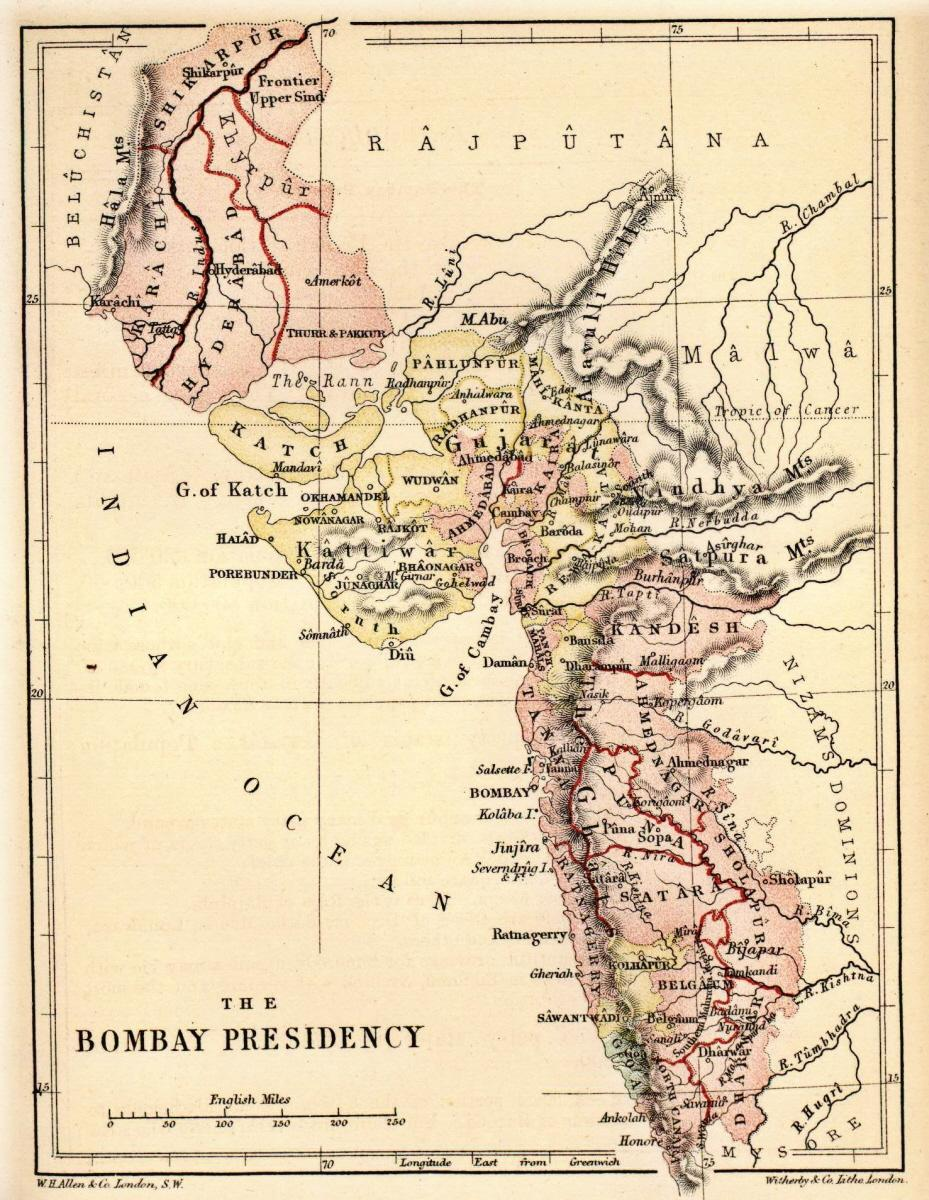
La Presidència de Bombai en un mapa de 1880.
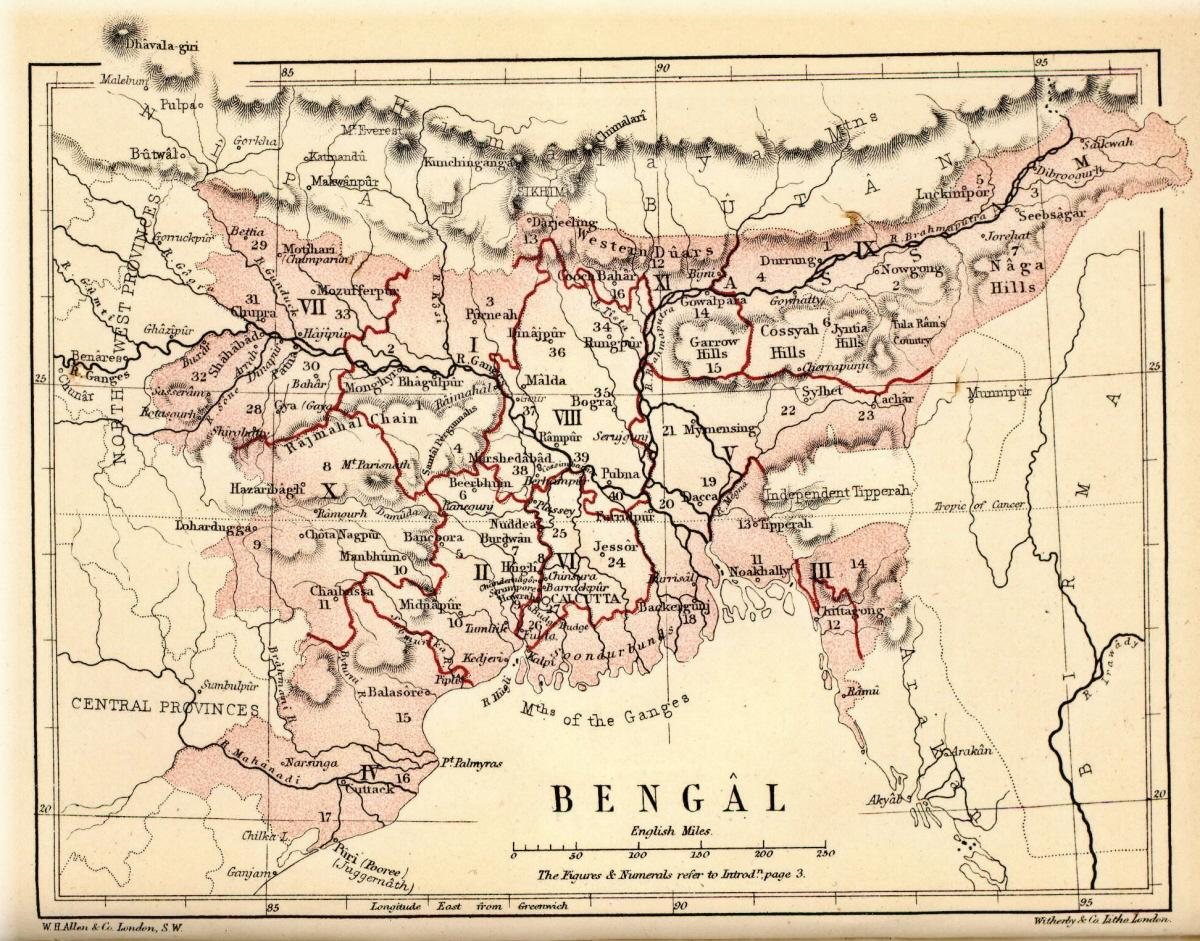
La Presidència de Bengala el 1880

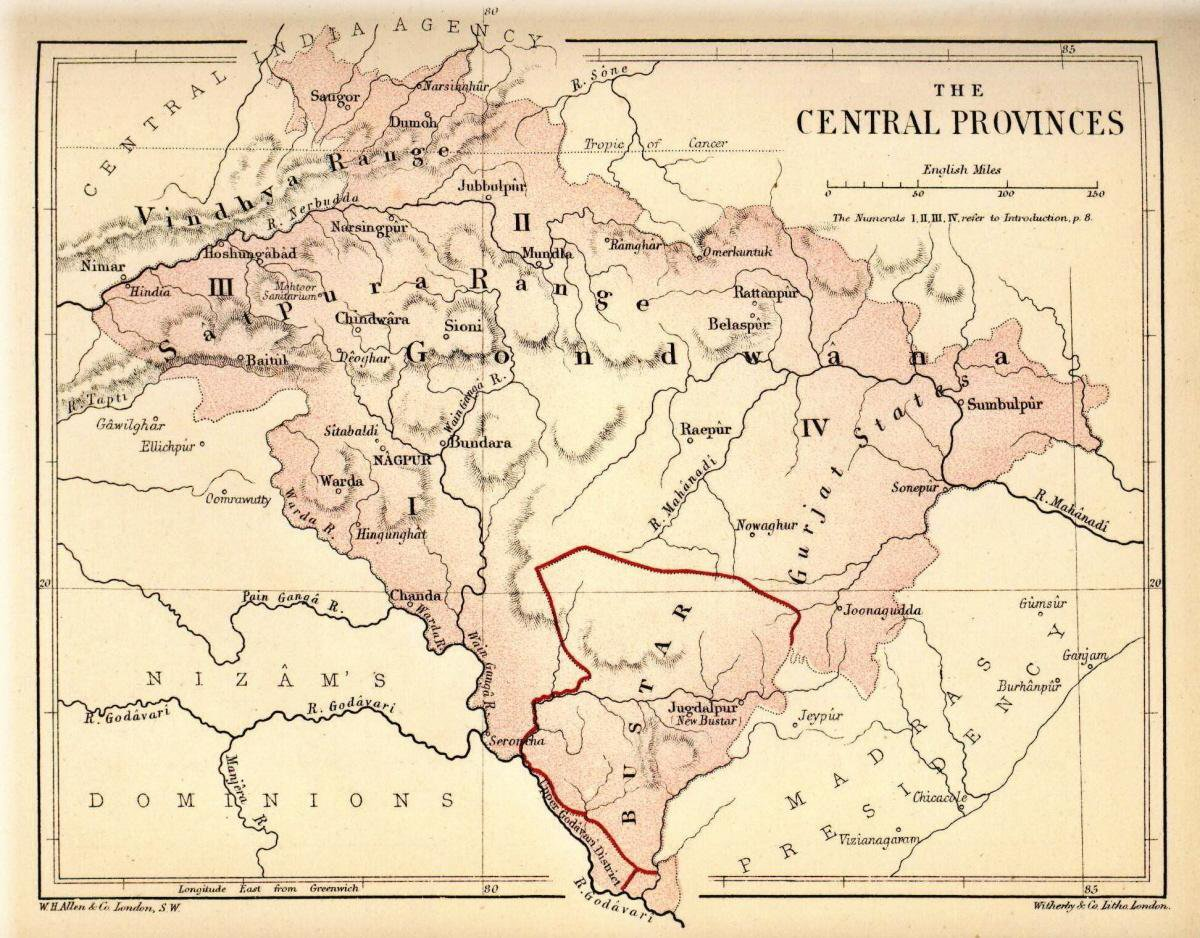
Un mapa de 1880 de les Províncies Centrals. La província s'havia constituït el 1861.
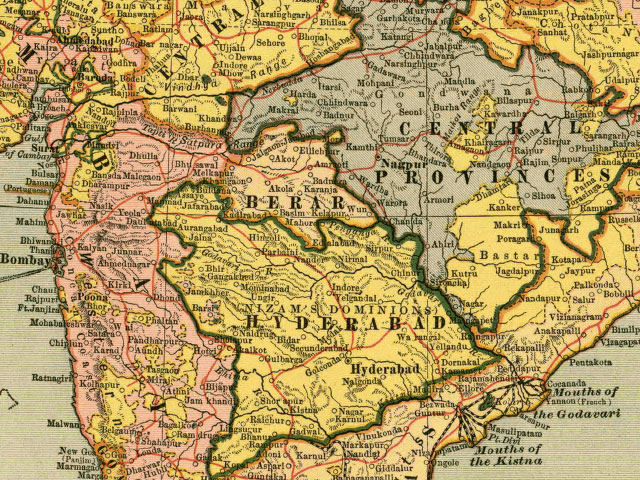
Mapa de 1903 de les Províncies Centrals. Berar fou inclosa just aquell mateix any.
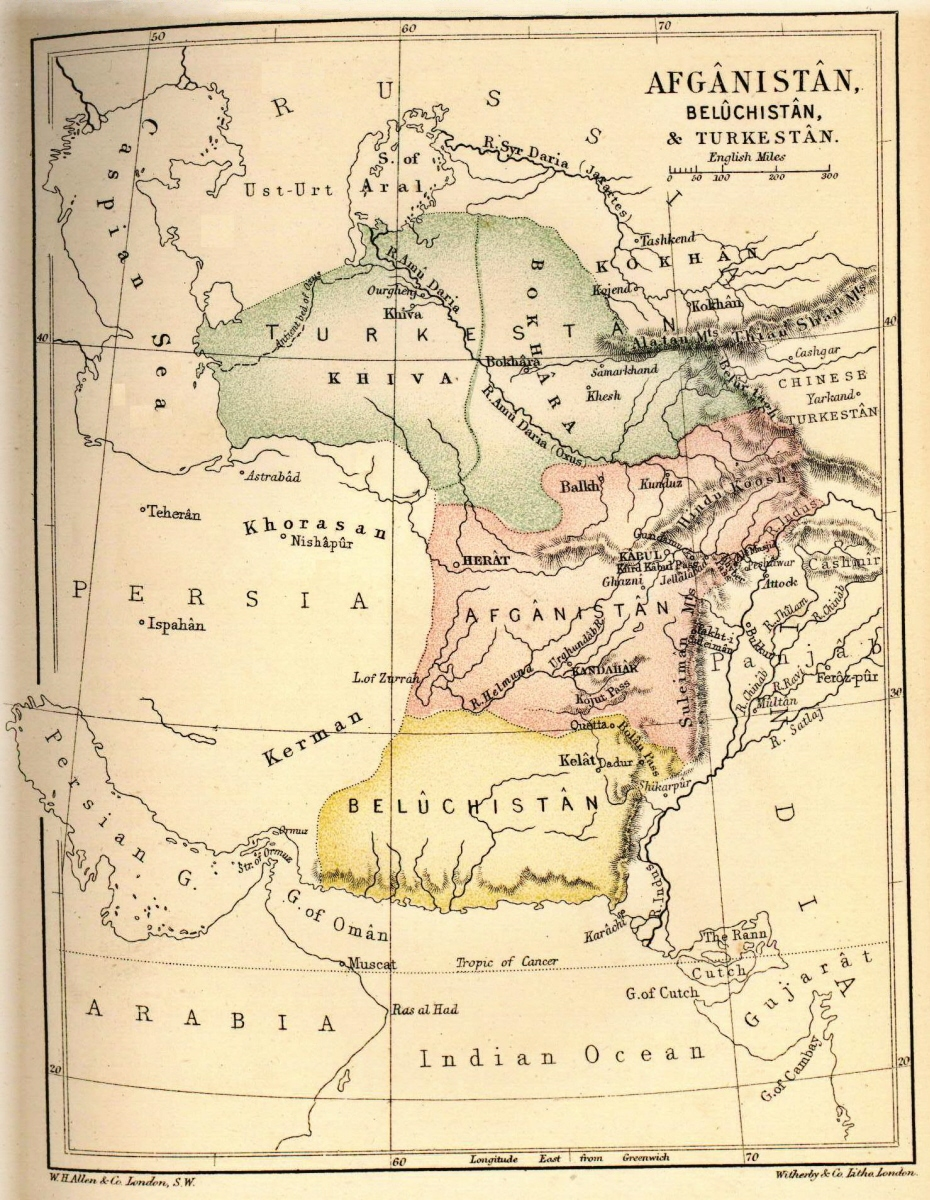
Belutxistan, mostrat com un regne independent junt amb l'Afganistan i Turkestan, en un mapa de 1880.
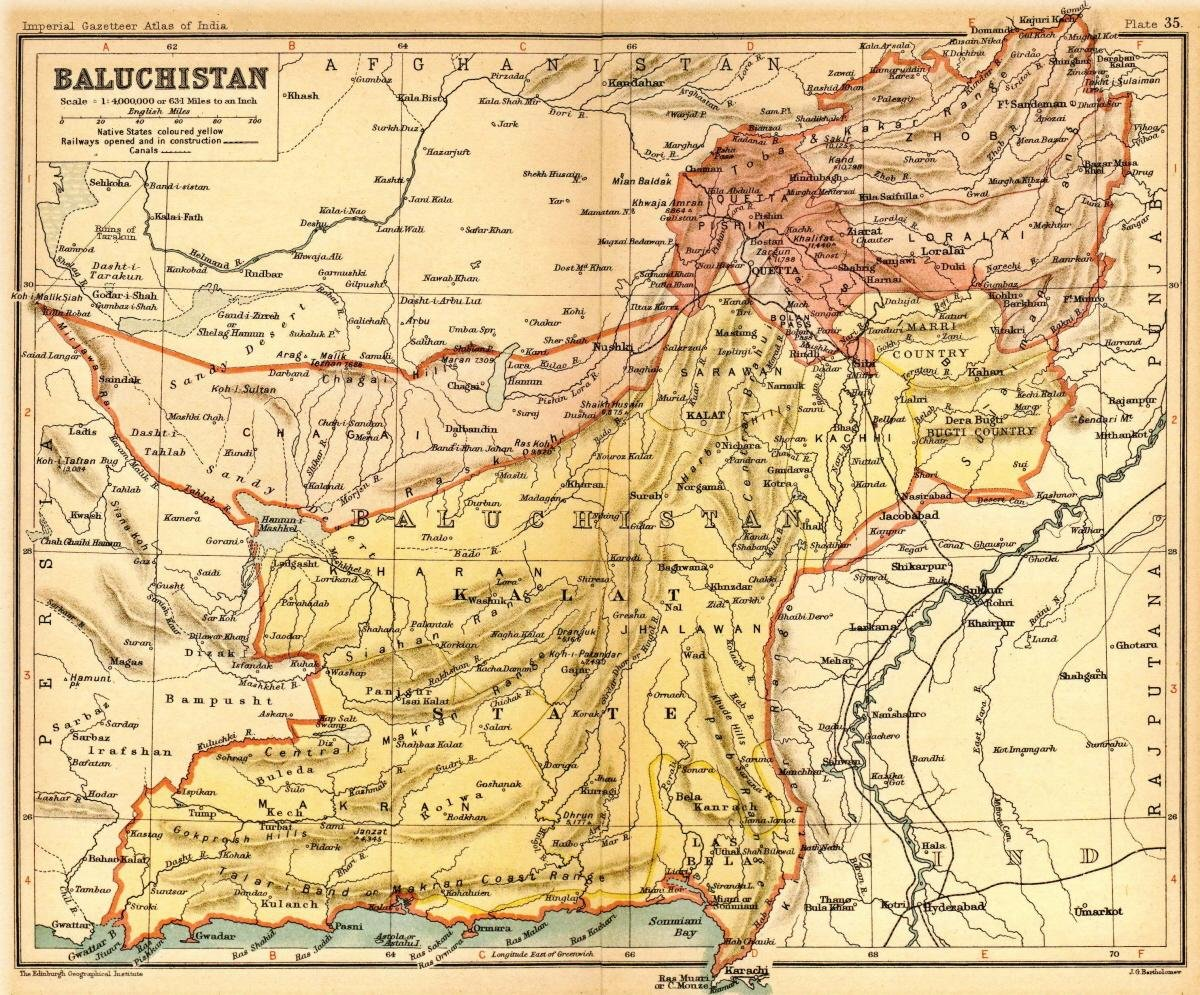
Belutxistan, mostrat com a part de l'Raj Britànic en un mapa de 1908.

- Província de la Frontera del Nord-oest: creat el 1901 amb els districtes més nord-occidentals de la província del Panjab.

- Bengala Oriental i Assam: separada de Bengala des de 1905. Refusionada amb Bengala el 1912

- Bihar i Orissa: separada de Bengala el 1912. Rebatejada Bihar el 1935, quan Orissa es convertí en una província separada.

- Delhi: Separada de Punjab el 1912, quan es convertí en la capital de l'Índia britànica.

- Aden: separada de la Presidència de Bombai per convertir-se en província de l'Índia el 1932; separada de l'Índia i convertida en la Colònia de la Corona d'Aden el 1937.

- Orissa: Separada de Bihar el 1935.

- Sind: Separada de Bombay el 1935.

- Panth-Piploda: convertida en província el 1942, amb territoris cedits per un governant natiu.

### Províncies majors

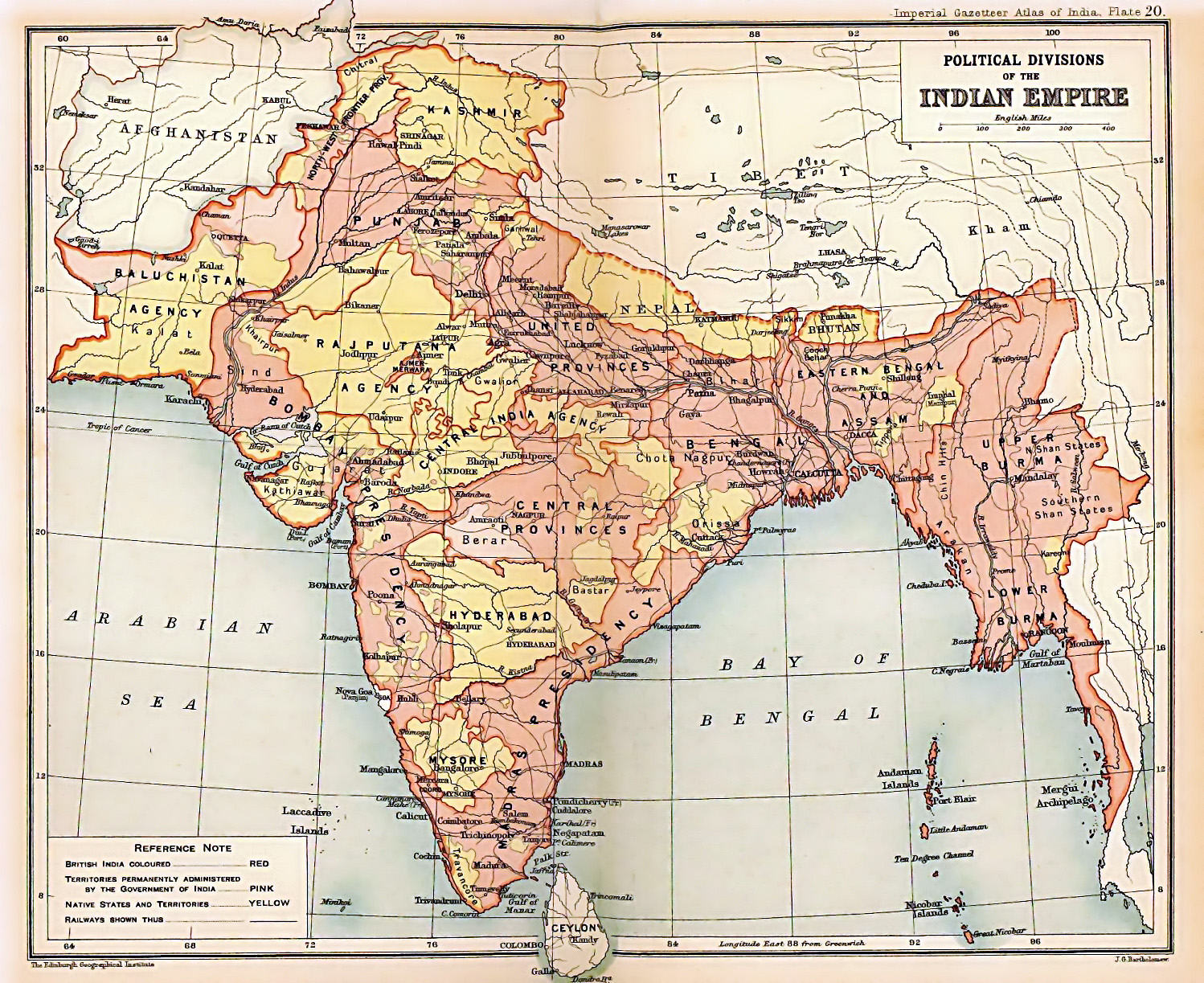
Un mapa del Raj Britànic el 1909 durant la partició de Bengala (1905-1911), que mostra l'Índia Britànica en dues ombres de color: corall i rosa pàl·lid i els Principats en groc.

Al tombant del segle xx, l'Índia britànica constava de vuit províncies, que eren administrades bé per un governador o bé per un tinent-governador. La taula següent mostra la seva superfície i població (però no inclou els Estats nadius dependents):.
Durant la partició de Bengala (1905-1911), es va crear una nova província, Bengala Oriental i Assam, així com una tinença-governació. El 1911 Bengala Oriental es va reunificar amb Bengala, i les noves províncies a l'est esdevingueren: Assam, Bengala, Bihar i Orissa.
| Província de l'Índia britànica | Superfície (en milers de milles quadrades) | Població (en milions d'habitants) | Funcionari administratiu principal |
| ------------------------------ | ------------------------------------------ | --------------------------------- | ---------------------------------- |
| Birmània                       | 170                                        | 9                                 | Tinent-governador                  |
| Bengala                        | 151                                        | 75                                | Tinent-governador                  |
| Madras                         | 142                                        | 38                                | Governador en Consell              |
| Bombai                         | 123                                        | 19                                | Governador en Consell              |
| Províncies Unides              | 107                                        | 48                                | Tinent-governador                  |
| Províncies Centrals i Berar    | 104                                        | 13                                | Comissionat Principal              |
| Panjab                         | 97                                         | 20                                | Tinent-governador                  |
| Assam                          | 49                                         | 6                                 | Comissionat principal              |

### Províncies menors
A més a més, hi havia unes quantes províncies menors que eren administrades per un Comissionat Principal:.
| Província Menor                        | Àrea (en milers de milles quadrades) | Població (en milers d'habitants) | Funcionari Administratiu Principal                                                    |
| -------------------------------------- | ------------------------------------ | -------------------------------- | ------------------------------------------------------------------------------------- |
| Província de la Frontera del Nord-oest | 16                                   | 2,125                            | Comissionat principal                                                                 |
| Balutxistan Britànic                   | 46                                   | 308                              | L'Agent polític britànic al Balutxistan servia ex officio com a Comissionat principal |
| Districte de Kodagu                    | 1.6                                  | 181                              | El Resident britànic a Mysore servia ex officio com a Comissionat principal           |
| Ajmer-Merwara                          | 2.7                                  | 477                              | L'Agent polític britànic a Rajputana servia ex officio com a Comissionat principal    |
| Illes Andaman i Nicobar                | 3                                    | 25                               | Comissionat principal                                                                 |

### Províncies en el moment de la independència, 1947

Partició de l'Índia i formació dels nous estats de l'Índia, Pakistan Occidental i Pakistan Oriental, que es convertiria més tard en l'estat independent de Bangladesh. La regió del Caixmir, a hores d'ara, es troba dividida entre els estats de l'Índia i Pakistan, i és una font de conflicte que encara no s'ha resolt.

En el moment d'assolir la seva independència, el 1947, l'Índia britànica tenia disset províncies:
- Ajmer-Merwara

- Illes Andaman i Nicobar

- Assam

- Baluchistan

- Bengala

- Bihar

- Bombai

- Províncies Centrals

- Districte de Kodagu

- Delhi

- Madras

- Província de la Frontera del Nord-oest

- Panth-Piploda

- Orissa

- Panjab

- Sind

- Províncies Unides d'Agra i Oudh

Quan es va produir la partició de l'Índia, dotze províncies (Ajmer-Merwara-Kekri, Illes d'Andaman i Nicobar, Assam, Bihar, Bombai, Províncies Centrals i Berar, Coorg, Delhi, Madras, Panth-Piploda, Orissa, i les Províncies Unides) es convertiren en províncies dins de l'Índia, tres (Balutxistan, Frontera Nord-Occidental, i Sindh) entraren a formar part del Pakistan, i dues (Bengala i Panjab) es dividiren entre l'Índia i el Pakistan.
El 1950, després que s'adoptés la nova Constitució de l'Índia, les províncies de l'Índia es canviaren per estats redibuixats i unió de territoris. El Pakistan, tanmateix, mantingué les seves cinc províncies, una de les quals, Bengala Oriental i Assam, fou rebatejada amb el nom de Pakistan Oriental el 1956 i es convertí en la nació independent de Bangladesh el 1971.